# An Essay Concerning Humane Understanding

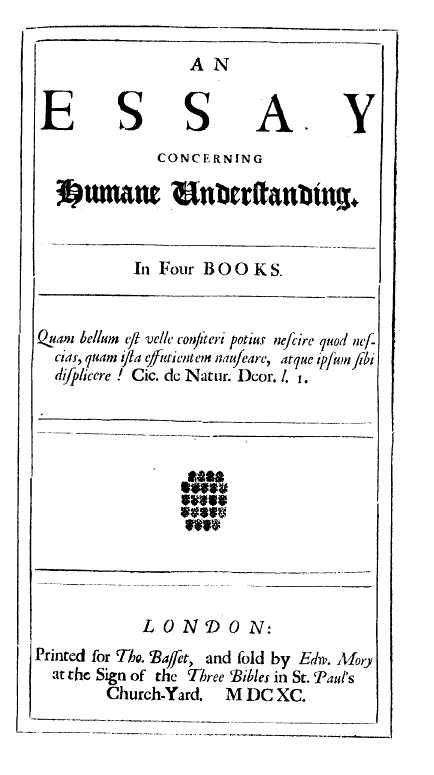
An Essay concerning Humane Understanding (London: T. Basset / E. Mory, 1690).

An Essay Concerning Humane Understanding (deutsch „Eine Abhandlung über den menschlichen Verstand“) des englischen Philosophen John Locke, in erster Auflage 1690 in London erschienen, wurde zum klassischen Titel empiristischer Erkenntnistheorie. 
Das Motto stammte aus Ciceros De natura deorum (Vom Wesen der Götter), zu übersetzen mit: „Wie schön ist es, lieber sein Nichtwissen einzugestehen, als dergleichen herauszuschwätzen und sich selbst zu missfallen.“ Erst die Folgeausgaben notierten den Autor auf dem Titelblatt; von der ersten Ausgabe an lag hier jedoch kein Geheimnis, Lockes Unterschrift folgte der Widmung.

## Publikationsgeschichte
In seiner ersten Ausgabe kam das Essay im Dezember 1689 auf den Markt. Wie üblich bei späten Publikationsterminen wurde als Druckjahr das kommende Jahr angegeben. Vom sofortigen Achtungserfolg zeugt die Serie der Auflagen 1690, 1694, 1695, 1700, 1706 und – als Teil der Werkausgabe – 1714. Europäischer Einfluss entfaltete sich mit der von Locke selbst betreuten französischen Ausgabe Pierre Costes (1668–1747), die erstmals 1700 und neuaufgelegt 1729 erschien. Eine deutsche Ausgabe kam erst einige Jahrzehnte später unter dem Titel Versuch vom menschlichen Verstande. Aus dem Englischen übersetzt und mit Anmerkungen versehen von Heinrich Engelhard Poley (Altenburg, 1757) nach.

## Gliederung
Ausgangspunkt für den Essay war einerseits Lockes scholastische Ausbildung in Oxford auf Basis des in England vorherrschenden Nominalismus. Andererseits hatte er sich in seinem vierjährigen Frankreichaufenthalt intensiv mit Descartes und dessen Vorstellung eingeborener Ideen auseinandergesetzt.
Entsprechend untersuchte Locke im ersten Buch zunächst den Ursprung der Ideen und entwickelte eine Vielzahl pragmatischer Argumente zur Ablehnung eingeborener Ideen. Seine Grundthese lautete: Nihil est in intellectu quod non (prius) fuerit in sensibus („Nichts ist im Verstand, was nicht vorher in den Sinnen gewesen wäre“). Das zweite Buch befasst sich mit dem Zusammenhang der Ideen mit der Erfahrung. Das menschliche Bewusstsein ist bei der Geburt eine tabula rasa, auf das die Erfahrung erst schreibt. Ausgangspunkt der Erkenntnis ist die sinnliche Wahrnehmung. Allerdings war Locke kein Sensualist. Er unterschied äußere Wahrnehmungen (sensations) und innere Wahrnehmungen (reflections). Der nächste Schritt ist im dritten Buch die Untersuchung der Rolle der Sprache, ihres Zusammenhangs mit den Ideen und ihre Bedeutung für das Wissen. So äußerte Locke, dass Wortbedeutungen notwendige und hinreichende Bedingungen haben und dass die Bedeutung eines Wortes die Idee sei, die Sprecher bei seiner Verwendung haben und Hörer, wenn sie es aufnehmen. Buch vier handelt schließlich von den komplexen (zusammengefassten) Ideen, von den Grenzen des Wissens und dem Verhältnis von Begründung und Glauben.
Locke kritisiert den ausschließlichen Ansatz des Ex praecognitis et praeconcessis.

## Ausgaben und Übersetzungen (Beispiele)
- An Essay concerning Humane Understanding. Printed for Tho. Basset. Sold by Edw. Mory, London 1690.
- An Essay concerning Humane Understanding. Hrsg. von Peter H. Nidditch. Clarendon, Oxford 1975, ISBN 0-19-824386-3.
- Carl Winkler (Übers.): Über den menschlichen Verstand. Berlin 1968 (= Philosophische Bibliothek. Band 75–76).